# Frederick Varley
Frederick Varley (conosciuto anche come Fred Varley) (Sheffield, 2 gennaio 1881 – Toronto, 8 settembre 1969) è stato un pittore canadese e membro del Gruppo dei Sette.
Varley nacque a Sheffield, Inghilterra nel 1881 e studiò arte a Sheffield ed in Belgio. Arrivò in Canada nel 1912 su suggerimento di un suo concittadino, Arthur Lismer, e trovò lavoro. Fu militare nella prima guerra mondiale e dipinse scene di battaglia dalla sua esperienza al tempo. Fu profondamento disturbato da ciò che vide.
Il suo contributo, e quello di A. Y. Jackson, alla guerra influenzò il lavoro del Gruppo di Sette. Dipinsero propositamente i deserti canadesi che erano stati provocati dal fuoco o dal duro clima. Lui e Lawren Harris erano gli unici membri del gruppo a dipingere ritratti.
Morì a Toronto nel 1969.

## Dediche
- Nella città di "Markham", Ontario, si trovano la Varley Art Gallery ed il Fred Varley Drive, dedicati a lui.
- Nel 1953 è stato girato il cortometraggio Varley di Allan Wargon.